# 寿々木米若

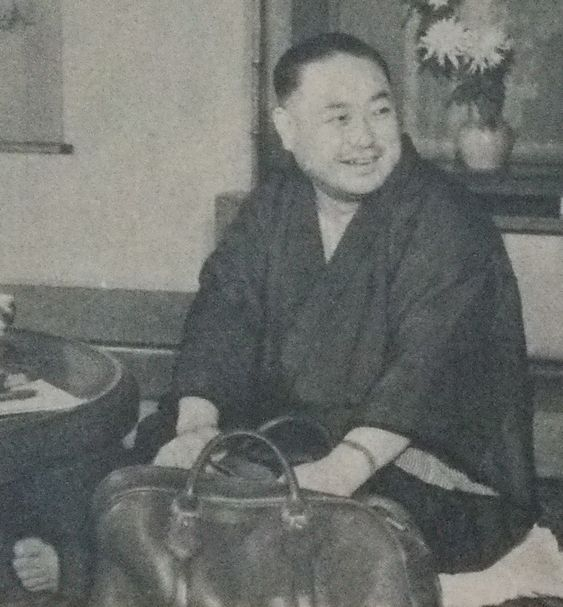
寿々木米若

寿々木 米若（すずき よねわか、本名：野上 松平〈のがみ まつへい〉、1899年4月5日 - 1979年12月29日）は、昭和時代の浪曲師。新潟県中蒲原郡曽野木村大字曽川（現、新潟市江南区）出身。

## 概要
叔父は浪曲師の初代寿々木亭米造。農家の一家に育つ。1920年に上京、父の紹介で2代目寿々木亭米造に入門、寿々木亭米若（のちに寿々木米若）の名で前座ではなく二つ目からスタートした。1923年に真打昇進し一門を離れ独立。1928年に早くも渡米し巡業する。新作物を得意とし、佐渡おけさにヒントを得て創作し自ら口演したSPレコード「佐渡情話」が大ヒット（約75万枚）。ビクター、テイチクといったレコード会社を跨いだ形で吹き込みされた演目であり、1930年代にレコードとして最も売れた浪花節の一つである。
〽佐渡へ　佐渡へと　草木はなびく
の哀調を帯びた外題付けは、有名になった。
哀切な語り口調と関西節の美声が特長的である。俳句も良くし、高浜虚子に師事、多くの作品を残している。長年日本浪曲協会会長も務めた。熱海に建てた旅館「よねわか荘」を別宅としたが、巡業続きで帰る暇がほとんど無いほどだったという。

## 代表的な演目
- 佐渡情話
- 八百屋お七
- 吉田御殿
- 唐人お吉

## 索引
204.227.243#246#261#273#276#283#288#289#302#309#409.410.413.422.426.439#447#448#449#458下26#28#34#38#41#42#43#52#54#57#59#60#61#62#70#82#84#87#100#110#113#115#120#121#126

## 受賞歴
- 紫綬褒章（1964年）
- 勲四等瑞宝章（1969年）